# Tour Angelini
Pour les articles homonymes, voir Angelini.
La tour Angelini (torre Angelini en espagnol) est un gratte-ciel de la ville de Maracaibo au Venezuela. Avec 113.5 mètres de hauteur et 29 étages, c'est le plus haut édifice de la ville, le plus haut de l'État de Zulia et le 31e du pays. Cet immeuble résidentiel, dont la construction a duré de 2006 à 2009, est l'un des bâtiments emblématiques de la ville et un symbole de modernité mêlant brique et béton armé.